# 1-ヘキサデセン
1-ヘキサデセン(1-Hexadecene)または1-セテン(1-Cetene)は、長鎖の炭化水素であり、CH2=CH(CH2)13CH3の分子式を持つアルケンである。ヘキサデセンの構造異性体の1つである。α-オレフィンに分類され、無色の液体である
。

## 利用
潤滑剤中の界面活性剤やボーリングの際のw:Drilling fluid、紙のサイジング剤等に用いられる。また、ヒドロシリル化による水素終端シリコン表面の機能化に用いられる。
しかし、1-ヘキサデセンは反応性が高く、空気に触れると表面層が参加されて望ましくない不純物が形成されるため、乾燥タンク中に保存し、乾燥不活性ガスの中で扱う必要がある。